# Arthur Jaffe
Arthur Michael Jaffe (22 de diciembre de 1937) es un físico matemático estadounidense en la Universidad de Harvard, donde en 1985 sucedió a George Mackey como profesor Landon T. Clay de Matemáticas y Ciencias Teóricas. 

## Educación y carrera
Después de graduarse de Pelham Memorial High School en 1955,  Jaffe asistió a la Universidad de Princeton como estudiante universitario obteniendo una licenciatura en química en 1959, y más tarde a Clare College, Cambridge, como Marshall Scholar, obteniendo una licenciatura en matemáticas en 1961. Luego regresó a Princeton, donde obtuvo un doctorado en física en 1966 con Arthur Wightman. Toda su carrera la ha dedicado a la enseñanza de física matemática y a realizar investigaciones en la Universidad de Harvard. Entre sus 26 estudiantes de doctorado se encuentran Joel Feldman, Ezra Getzler y Clifford Taubes. Ha tenido numerosos colaboradores postdoctorales, entre ellos Robert Schrader, Konrad Osterwalder, Juerg Froehlich, Thomas Spencer y Antti Kupiainen.
Durante varios años Jaffe fue presidente de la Asociación Internacional de Física Matemática, y posteriormente de la Sociedad Matemática Estadounidense. Presidió el Consejo de presidentes de Sociedades Científicas. Actualmente se desempeña como presidente de la junta directiva del Instituto de Estudios Avanzados de Dublín, Facultad de Física Teórica.
Jaffe concibió la idea del Clay Mathematics Institute y sus programas, incluido el empleo de investigadores y los Premios del Milenio en matemáticas. Se desempeñó como miembro fundador, miembro fundador de la junta y presidente fundador de esa organización.
Arthur Jaffe comenzó como editor jefe de Communications in Mathematical Physics en 1979 y trabajó durante 21 años hasta 2001. Es un distinguido profesor visitante en la Academia de Matemáticas y Ciencias de Sistemas de la Academia de Ciencias de China.

## Contribuciones
Con James Glimm, fundó el tema llamado teoría constructiva de campos cuánticos. Establecieron teoremas de existencia para ejemplos bidimensionales y tridimensionales de campos cuánticos relativistas no lineales.

## Premios y honores
Fue galardonado con el Premio Dannie Heineman de Física Matemática en 1980. En 2012 se convirtió en miembro de la Sociedad Matemática Estadounidense. 

## Vida personal
Estuvo casado de 1971 a 1992 con Nora Frances Crow y tuvieron una hija, Margaret Collins, nacida en 1986. Jaffe estuvo casado con la artista Sarah Robbins Warren de 1992 a 2002.